# モルディブ民主党
モルディブ民主党（モルディブみんしゅとう、Maldivian Democratic Party）は、モルディブの政党。モルディブの民主化運動で中心となり、2008年大統領選挙では同党のモハメド・ナシードが勝利した。2024年7月現在では、国民議会野党第1党で、アブドッラ・シャーヒドが党首を務めている。略称は「MDP」。

## 概要

### 創設
マウムーン・アブドル・ガユームの長期政権を批判する民主化運動の中で、MDPは2003年に亡命政党として結成された。後にガユームが多党制を容認（民主化）したことに伴い、2005年にMDPは正式に合法政党として登記されている。

### 2008年大統領選挙
2008年の大統領選挙（民主化後初の選挙）では、MDPはモハメド・ナシードを大統領候補として擁立し、決選投票でガユームを破って勝利した。勝因は、第1ラウンドで敗退した3位以下の候補たちがナシード支援に転じたことにある。
しかし翌2009年の国民議会選挙ではMDPは第2党の地位にとどまり、ガユームの影響力が強いモルディブ人民党（DRP）が第1党となった。これにより、モルディブはねじれ状態となってしまう。そして2012年2月7日、ナシードは軍隊・警察の反感を買ったために事実上のクーデターを受け、大統領を辞任。これに伴いMDPは大統領与党としての地位を失った。

### 2013年大統領選挙
2013年6月16日、態勢を立て直したMDPは、次期大統領候補にナシードを、党首にリーコ・ムーサ・マニクを選出した。同年の大統領選挙では、まず第1ラウンドでナシードが1位を獲得した。しかし決選投票では、第1ラウンド2位にして、ガユームが新たに結成したモルディブ進歩党（PPM）の候補であるアブドラ・ヤーミンの前に敗北した。前回とは逆に、3位候補だったガーシム・イブラヒムがヤーミン支援に転じたことが最大の敗因であった。なおガーシム率いる共和党（JP）は、PPMを中心とする連立与党に加わっている。

### 2014年国民議会選挙
翌2014年3月22日の国民議会選挙でも、MDPは全85議席中26議席にとどまり、33議席を獲得したPPMに次ぐ第2位（野党第1党）に終わる。国民議会選挙での敗北の責任をとり、マニクが党首を辞任、ナシードが暫定党首として復帰した。
新たな国民議会でのMDPは、まず、議長職を巡ってPPMと対立、連立を離脱しかけていたJPを支持する。5月28日の議長選挙において、MDPはJPのガーシムに投票したが、PPMが擁立したアブドラ・マシーハ・モハメドに僅差で敗れた。しかし副議長選では、JPの支援もあってマニクが僅差で勝利している。同日、正式にJPがPPMなどの連立与党から追放されたため、以後、MDPはJPと協調行動をとることになる。
しかしPPMを中心とする連立与党の優位は続き、同年7月までにMDP議員3名が離党、この時点でのMDPの議席数は23となってしまう。8月29日、ナシードが正式に党首に返り咲いた。9月25日、10月10日に、ナシードを始めとするMDP指導者が暴徒に襲撃される事件が発生する。この事件でMDPは与党PPMの対応を非難したが、その一方で、ナシードは僚友たるマニクの事件対応に不満を持つようになる。同年12月22日、MDPは党方針に反したとしてマニクの党籍を剥奪した。マニクは翌2015年1月4日に党へ不服申立てを行っているものの、MDPの議席数は22に減少したことになる。

### 2018年大統領選挙以降
2018年の大統領選挙では、MDP候補のイブラヒム・モハメド・ソリが現職のヤーミンを下し、11月17日に大統領に就任した。ソリは蔓延する汚職との戦いと、旧体制下で行われた人権侵害の調査を公約に掲げていた。2019年4月の国民議会選挙でもMDPは大勝し、全87議席のうち65議席を獲得した。ひとつの政党が国民議会でこれほど多くの議席を獲得したのは、史上初めてであった。
2022年6月、前大統領で国民議会議長のモハメド・ナシードが、大統領選挙の予備選でソリに挑むことを表明し、党内に亀裂が生じた。ナシードはモルディブの国家体制を、現在の大統領制から議院内閣制に変更したいと考えていた。ナシードはまた、ソリが結党時の原則や党のイデオロギーに反する政策を採っていると批判し、予備選で自分に投票する可能性が低そうな党員を党員名簿から除外していたなどとも主張した。しかし、予備選ではソリが得票率61.10%でナシードに勝利した。
2023年5月17日、12名の党員がMDPを離党し、新党「民主党」を結成した。このグループはしばしば党議拘束に違反し、ソリ内閣の複数の閣僚に対する不信任決議案を提出するなどしていた。6月21日には、ナシードも民主党に合流した 。民主党は9月の大統領選挙にも参加したが、得票率わずか7%にとどまり、決選投票には進出できなかった。
2023年の大統領選挙では人民国民会議 (PNC) とモルディブ進歩党 (PPM) の統一候補であるモハメド・ムイズが得票率46%で首位に立ち、同39%のソリを上回った。9月30日に実施された決選投票でもムイズが得票率54%でソリ（同45%）に勝利し、当選した。民主党系のMDP党員との不和を、ソリの敗因とする分析もなされた。
2024年の国民議会議員選挙では、議席数を56から12に減らす大敗を喫した。

## 注
1. ↑  IDU Member Parties 2020.1.7閲覧。
2. ↑  MALDIVIAN DEMOCRATIC PARTYDHIVEHI SITTE（2014年6月25日閲覧）
3. ↑  「2013年6～7月主な動き」在スリランカ日本国大使館ホームページ（2015年4月14日閲覧）
4. ↑  「2013年11～12月主な動き」在スリランカ日本国大使館ホームページ（2015年4月14日閲覧）
5. ↑  「モルディブ2014年3～4月主な動き」在スリランカ日本国大使館ホームページ（2015年4月13日閲覧）
6. ↑  「モルディブ2014年5～6月主な動き」在スリランカ日本国大使館ホームページ（2015年4月13日閲覧）
7. ↑  「モルディブ2014年5～6月主な動き」、「モルディブ2014年7～8月主な動き」在スリランカ日本国大使館ホームページ（2015年4月13日閲覧）。これらに記載されている各党議員数には細かいところで不明点ないし矛盾点が出ている。離党したMDP議員のうち、少なくとも2名はPPMに移籍しているが、もう1名の動向は不明。MDPの議席数は「7～8月」に記載されているものを採用した。
8. ↑  「モルディブ2014年7～8月主な動き」、「モルディブ2014年9～10月主な動き」、「モルディブ2014年11～12月主な動き」在スリランカ日本国大使館ホームページ（2015年4月14日閲覧）。
9. ↑  Rasheed, Zaheena (2018年11月17日). “Ibrahim Mohamed Solih sworn in as new Maldives president”. Al Jazeera 2024年4月21日閲覧。
10. ↑  “Maldives election: Early results show victory for president's party”. BBC News. (2019年4月6日)
11. ↑  “Majlis 19: An overview in numbers”. Avas. (2019年4月11日) 2024年4月21日閲覧。
12. ↑  Udhma, Fathmath (2023年1月29日). “Pres. Solih wins MDP Presidential Primary 2023”. RaajjeMV 2024年4月21日閲覧。
13. ↑  “Prez Ibrahim Solih wins Maldivian Democratic Party presidential primary, gets ticket”. ThePrint. (2023年1月29日) 2024年4月21日閲覧。
14. ↑  Udhma, Fathmath (2023年5月24日). “EC approves the formation of 'The Democrats'”. RaajjeMV 2024年4月21日閲覧。
15. ↑  “Nasheed Resigns From MDP”. Maldives Republic. (2023年5月) 2024年4月21日閲覧。
16. ↑  Abdulla, Lamya (2023年5月17日). “Speaker Nasheed to form a new political party”. The Edition 2024年4月21日閲覧。
17. ↑  “Nasheed loyalist MPs leave MDP”. Avas. (2023年5月17日) 2024年4月21日閲覧。
18. ↑  Junayd, Mohamed (2023年10月1日). “Maldives opposition candidate Muizzu wins presidential vote” (英語). Reuters 2023年11月10日閲覧。
19. ↑  “Maldives: Pro-China party led by Muizzu wins by landslide” (英語). BBC News. (2024年4月22日) 2024年4月22日閲覧。

## 参考
- モルディブ民主党公式ホームページ（ディベヒ語・英語）